# Andreas Wolff
Andreas Wolff (Euskirchen, 3 de março de 1991) é um handebolista profissional alemão, medalhista olímpico, que joga atualmente pelo THW Kiel.

## Carreira
Wolff jogou até os 15 anos no SG Ollheim/Straßfeld, antes de mudar para o HSG Rheinbach-Wormersdorf. Sua grande revelação veio para o TV Kirchzell.
O primeiro grande clube de Wolff foi o TV Großwallstadt, onde jogou até 2013 antes de mudar para o HSG Wetzlar. Em 2016, ele mudou para o principal clube alemão THW Kiel. Ele jogou aqui por três anos, onde jogou 102 partidas, venceu a DHB-Pokal duas vezes e venceu a EHF European League em 2019.
Em 2019, ele mudou para o Handebol Polonês e o Vive Kielce. Aqui ele ganhou quatro campeonatos poloneses e esteve na final da Liga dos Campeões da EHF em 2022, onde Kielce perdeu nos pênaltis para o FC Barcelona Handbol. Em 2019, ele foi nomeado capitão da equipe. Andreas Wolff integrou a Seleção Alemã de Handebol no Rio 2016, conquistando a medalha de bronze. Nos Jogos Olímpicos de Verão de 2024, em Paris, conquistou a medalha de prata no torneio masculino do handebol, após confronto na final contra a equipe dinamarquesa.